# Хольцхаузен (Альтмарк)
Хольцхаузен (нем. Holzhausen) — община в Германии, в земле Саксония-Анхальт.
Входит в состав района Штендаль. Подчиняется управлению Бисмарк/Кледен. Население составляет 117 человек (на 31 декабря 2006 года). Занимает площадь 6,81 км².